# Fredrik IV av Lothringen
Fredrik IV av Lothringen, född 1282, död 1328, var regerande hertig av Lothringen från 1312 till 1328.